# Bygmester Solness
Bygmester Solness (Nederlands: Bouwmeester Solness) is een toneelstuk geschreven door Henrik Ibsen. Het werd voor het eerst gepubliceerd in december 1892.

## Toneelstuk
Het toneelstuk werd gezien als een van zijn belangrijkste, maar is in Nederland slechts weinige keren uitgevoerd. Het stuk beleefde zijn première niet in Noorwegen, maar in het Berlijnse Lessingtheater op 19 januari 1893. Een maand later was het te zien in Londen en vervolgens pas in Noorwegen op 11 juni 1894. Ondertussen had het Théâtre de l'Œuvre het stuk opgepakt en voerde het uit, waar ze maar optraden. Het bereikte de Verenigde Staten 7 jaar later op 16 januari 1900.

### Rollen
- Bouwmeester Halvard Solness
- Aline Solness (vrouw van Halvard)
- Doctor Herdal (natuurkundige)
- Knut Brovik (architect, eerst zelfstandig, later in dienst bij Halvard)
- Ragnar Brovik (zoon van Knut)
- Kaia Fosli (nicht van Knut en boekhouder)
- Hilda Wangel

Het personage Hilda Wangel kwam eerder voor in het stuk Fruen fra Havet van Ibsen.

### Inhoud
De plot is van alledag. Een ambitieuze man, in dit geval Halvard Solness, valt voor de jonge dame Hilda Wangel. Zij spoort hem verder aan. Hij krijgt grootheidswaanzin en gaat uiteindelijk zijn ondergang tegemoet. Het toneelstuk begint met: "Hilde Wangel, een jonge vrouw, vertelt hartstochtelijk dat ze jarenlang gewacht heeft tot Halvard Solness haar zou komen wegslepen bij haar ouderlijk huis. Maar nu is ze dus zelf langsgekomen. Solness, een oudere man, hoort dit verhaal stomverbaasd aan. Zijn vrouw ook…".
De oude Halvard bouwt als gevolg van zijn liefde voor de jonge Hilda een huis met een hoge toren. Zij heeft hem in vroeger jaren gezien, toen hij op een hoge toren stond en aanbidt hem sindsdien. Als Halvard zijn nieuwe “toren” wil voorzien van versieringen, stort hij ter aarde.
Het toneelstuk wordt gezien als een voorbeeld van de onverbiddelijke neergang van een man van middelbare leeftijd, die valt voor een veel jongere vrouw. Het stuk is op sommige punten autobiografisch. Ibsen (toen circa 63 jaar oud) bevond zich ten tijde van het schrijven in Gossensaß, alwaar hij de achttienjarige Emilie Bardach had ontmoet. Hij omschreef hun korte heftige liefde als pijnlijk geluk. De relatie zette van Ibsens kant niet door, maar hij bleef wel nog met Bardach corresponderen. Hij bleef echter wel Helene Raff zien, een vriendin van Bardach. Zij bracht hem op het idee van een man die van een toren viel. Zij refereerde daarvoor aan een val van de architect van de St. Michaelkerk in München. De dood onder dergelijke omstandigheden werd toen gezien als een straf voor succes. Ibsen stuurde Raff regelmatig inzichten in zijn geschreven passages van het toneelstuk. Ten slotte werd erop gewezen dat de naam Hilda ook geen toevalligheid was. De naam verwijst bijna zeker naar Hildur Andersen, een vriendin van Ibsen uit zijn tienerjaren.

## Bergen/Oslo
Pas op 11 juni 1894 vond de eerste opvoering van Bygmester Solness plaats in Noorwegen. Plaats van de handeling was het theater in Bergen, alwaar Johan Halvorsen muzikaal leider, dirigent en huiscomponist was. Het toneelstuk liep van 11 juni tot en met 2 juli, alleen de eerste vier opvoeringen werden begeleid door muziek. Halvorsen koos voor muziek van Franz Schubert, Carl Reinecke en Per Lasson (Feestmars). Johanne Dybwad, een van de toen bekendste actrices, verzorgde gastoptredens. Op 20 januari 1910 moest Halvorsen opnieuw een muzikale omlijsting voor het toneelstuk verzorgen; plaats van handeling was dan het Nationaltheatret in Oslo. Halvorsen koos vervolgens voor muziek van Ludwig van Beethoven (Coriolanus Ouverture), Felix Mendelssohn Bartholdy (De Hebriden) en Jules Massenet (Cortège fantastique). Hij voegde er echter ook enig eigen werk aan toe, dat verder onbekend is gebleven. De muziek zou bestaan uit een feestmars, maar in tegenstelling tot andere stukken had Halvorsen niet alles meer in zijn bezit toen hij het overdroeg.

## Bewerking
Het toneelstuk werd in 2013 bewerkt tot een film, A Master Builder, door Steven Soderbergh.